# Black Act
La Black Act (l' Acta Negra en català) va ser una Llei del Parlament de Gran Bretanya aprovada en el 1723 durant el regnat de Jordi I de la Gran Bretanya en resposta als caçadors furtius de Waltham i un grup de bandits coneguts com els 'Wokingham Blacks' (els Negres de Wokingham). Va fer que fóra un delicte (castigat amb la forca) aparèixer armat en un parc natural, caçar o robar cérvols, o estar amb el rostre pintat de negre o disfressat. La Llei va ser més tard modificada, fent-se un annex brutal de la Riot Act del 1715. La Black Act es va revocar en 1827.
Lleis posteriors que castigaven amb penes greus els danys maliciosos al bestiar i la maquinària també han estat anomenades com black acts.